# Chiesa della Natività di Maria (Badia Polesine)
La chiesa della Natività di Maria, anche nota come chiesa di San Costanzo, è la parrocchiale patronale di Villa d'Adige, frazione del comune italiano di Badia Polesine in provincia di Rovigo. La parrocchia è l'unica della provincia di Rovigo ad appartenere alla diocesi di Verona nel vicariato foraneo di Legnago e risale al XV secolo.

## Storia

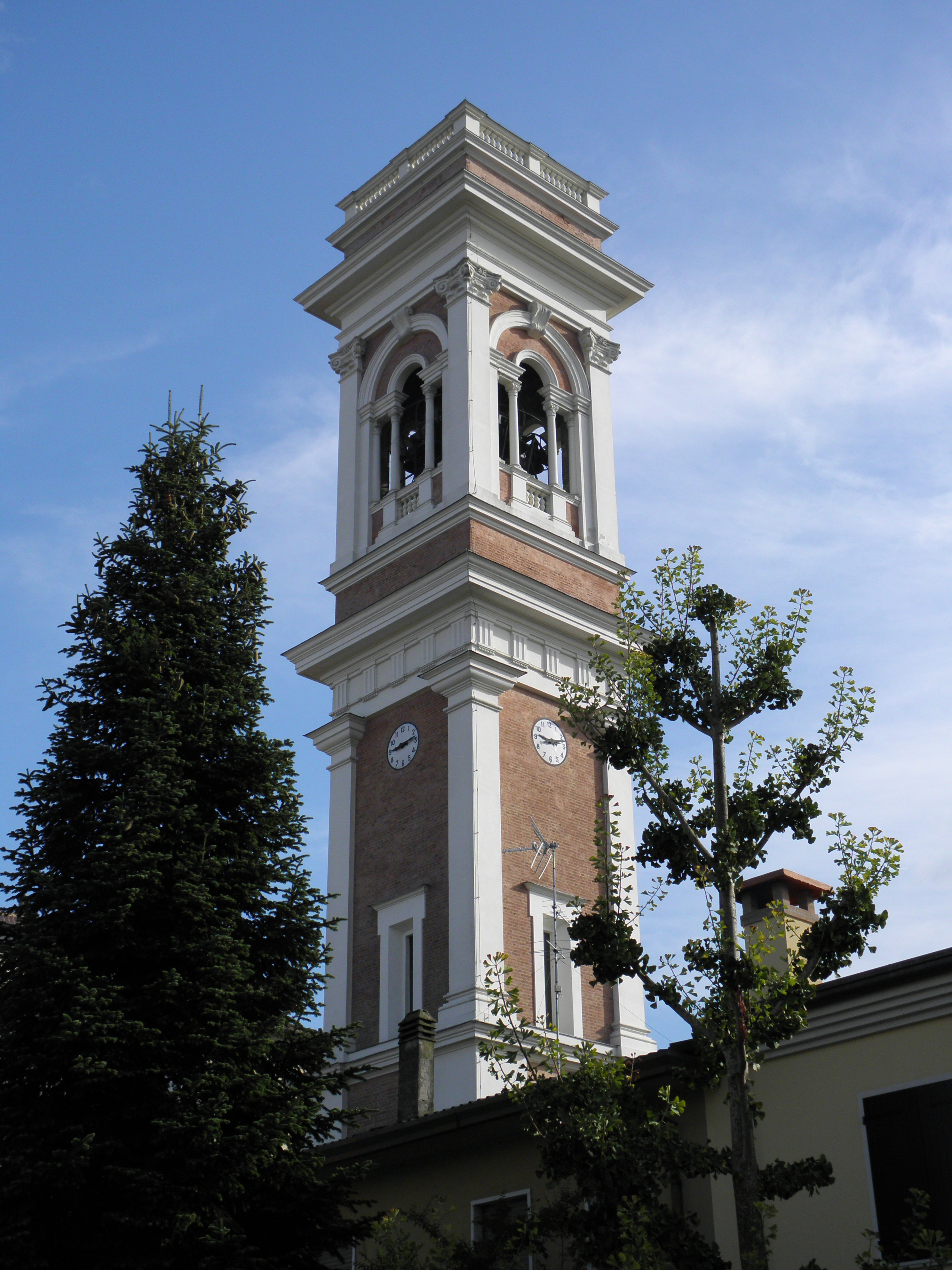
Campanile della chiesa della Natività di Maria anche nota come chiesa di San Costanzo

Il luogo di culto con dedicazione alla Natività della Beata Vergine Maria venne edificato per volontà del nobile Giovanni Francesco Strozza, che ne sostenne anche le spese, tra 1462 e 1466. La prima visita pastorale che interessò la chiesa fu effettuata nel 1538 dal vescovo di Verona Gian Matteo Giberti e venne elevata a dignità di chiesa parrocchiale nel 1553. Tra il 1836 e il 1840 fu necessaria la sua ricostruzione poiché il precedente edificio era stato gravemente danneggiato dalla disastrosa alluvione che aveva colpito 
Villa d'Adige e gran parte del Polesine. Circa quarant'anni dopo, tra il 1881 e il 1883, la chiesa fu oggetto di un notevole ampliamento con l'erezione dell'abside e del nuovo presbiterio. Alla fine dei lavori venne posto l'altare maggiore. Nel 1912 venne demolita la torre campanaria storica e tra il 1914 e il 1915 venne eretta quella che ci è pervenuta. La solenne consacrazione della chiesa ricostruita venne celebrata nel 1927. Tre anni dopo iniziò un lavoro di arricchimento decorativo della sala realizzato entro il 1933 dal pittore veronese Gaetano Miolato. Gli ultimi importanti interventi di restauro conservativo si sono compiuti tra il 2002 e il 2007 e hanno comportato la posa di una nuova copertura del tetto e la revisione della torre campanaria.

## Descrizione

### Esterni
La chiesa si trova nell'abitato di Villa d'Adige, frazione posta ad ovest di Badia Polesine in provincia di Rovigo. La facciata a capanna Neoclassica è caratterizzata dal portale architravato sormontato in asse dalla grande finestra a lunetta più ampia dello stesso portale che porta luce alla sala. La facciata si conclude col frontone triangolare con ornamenti a dentello ed è affiancata da due corpi di fabbrica di minore altezza. La copertura del tetto è in coppi di laterizio. La torre campanaria in mattoni di laterizio a vista è staccata dal tempio e si alza sulla sua destra. La cella si apre con quattro finestre a serliana con una balaustra.

### Interni
La navata interna è unica, a pianta quadrata con uno spazio centrale a croce greca. Il presbiterio ha base quadrangolare ed è leggermente rialzato. Il ciclo pittorico che ne decora gli interni è stato realizzato negli anni trenta del XX secolo dal pittore veronese Gaetano Miolato. Nel primo altare laterale a destra sono conservate di san Costanzo martire con altri martiri cristiani e per questo motivo tradizionalmente la chiesa è chiamata anche chiesa di San Costanzo. L'adeguamento liturgico è stato realizzato entro il 1970 con la posa dell'altare rivolto verso il popolo. L'altare maggiore storico, il tabernacolo e le balaustre sono stati conservati.